# Lethrinus nebulosus
Lethrinus nebulosus és una espècie de peix pertanyent a la família dels letrínids.

## Descripció
- Pot arribar a fer 87 cm de llargària màxima (normalment, en fa 70) i 8.400 g de pes.
- 10 espines i 9 radis tous a l'aleta dorsal i 3 espines i 8 radis tous a l'anal.
- El cos és de color bronze o groguenc, més clar a la zona ventral.
- Les aletes són blanquinoses o groguenques. Les pèlviques són fosques i la dorsal presenta una vora vermellosa.[5]

## Reproducció
És hermafrodita.

## Alimentació
Menja equinoderms, mol·luscs, crustacis i, en menor grau, poliquets i peixos.

## Hàbitat
És un peix marí i d'aigua salabrosa, associat als esculls i de clima tropical (36°N-32°S) que viu entre 10 i 75 m de fondària.

## Distribució geogràfica
Es troba des del mar Roig i l'Àfrica oriental fins al sud del Japó i Samoa.

## Longevitat
La seua esperança de vida és de 27 anys.

## Observacions
És bo com a aliment per als humans, tot i que n'hi ha informes d'intoxicacions per ciguatera.